# Illa Dr. Fleming
L'Illa Dr. Fleming és una obra de Capellades (Anoia) protegida com a Bé Cultural d'Interès Local.

## Descripció
Les edificacions al voltant dels carrers Doctor Fleming, Amador Romaní i Magí Carme, formen un conjunt molt heterogeni a nivell històric i arquitectònic. Aquesta zona del municipi es considera una de les més antigues, tenint en compte que era una de les delimitacions d'aquest i contenia part de la murada medieval, així com complia funcions d'accés a la ciutat. Per aquest motiu, es poden trobar restes arquitectòniques de l'època medieval i moderna, però també altres edificis fruit de l'ampliació i remodelació urbanística, duta a terme els segles XIX i XX. Es tracta d'un conjunt d'edificis i construccions de caràcter popular, moltes reformades algunes, i d'altres conserven elements històrics.